# Вільям Дональд Гамільтон
Вільям Дональд Гамільтон (1 серпня 1936 , Каїр, Єгипетське королівство  — 7 березня 2000 , Міддлсекський шпиталь, Вестмінстер, Велика Британія і Лондон ) — британський еволюційний біолог, якого Річард Докінз назвав одним з найвидатніших еволюційних теоретиків XX століття.
Гамільтон став відомим через його теоретичні роботи, що пролили світло на існування родинного добору і альтруїзму з точки зору чисельної генетики. Його роботи були одними з ключових основ розвитку геноцентричного погляду на еволюцію. Гамільтона можна вважати одного із засновників соціобіології, що була популяризована Е. О. Вільсоном. Гамільтон також опублікував важливі роботи по співвідношенню статей  і еволюції статі. З 1984 року до його смерті в 2000 він був дослідницьким професором Лондонського королівського товариства університету Оксфорда.